# Badenstraße 47 (Stralsund)

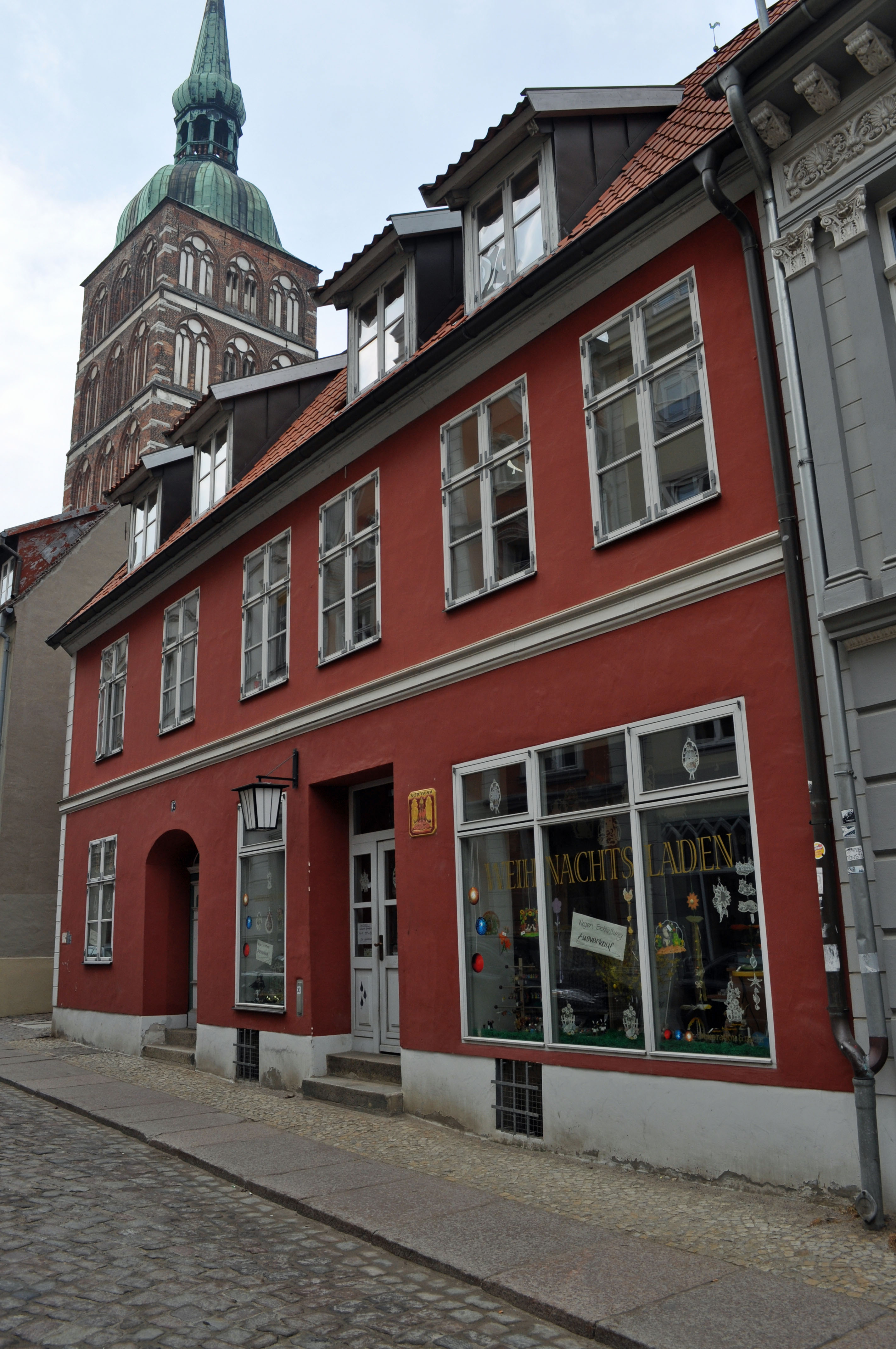
Das Haus Badernstraße 47 in Stralsund (2012)

Das Haus mit der postalischen Adresse Badenstraße 47 ist ein unter Denkmalschutz stehendes Gebäude in der Badenstraße in Stralsund.
Das zweigeschossige, sechsachsige Traufenhaus mit Satteldach wurde in der Mitte des 18. Jahrhunderts zwischen Badenstraße und Nikolaikirchhof errichtet. Die zweiflügelige Haustür wurde am Anfang des 19. Jahrhunderts gefertigt.
Das Haus liegt im Kerngebiet des von der UNESCO als Weltkulturerbe anerkannten Stadtgebietes des Kulturgutes „Historische Altstädte Stralsund und Wismar“. In die Liste der Baudenkmale in Stralsund ist es mit der Nummer 73 eingetragen.